# Ertholm (Schiff, 1967)
Die Ertholm ist ein dänisches Fahrgastschiff, das seit Indienststellung im Jahr 1967 die Linien nach Christiansø in der Ostsee bedient.

## Geschichte

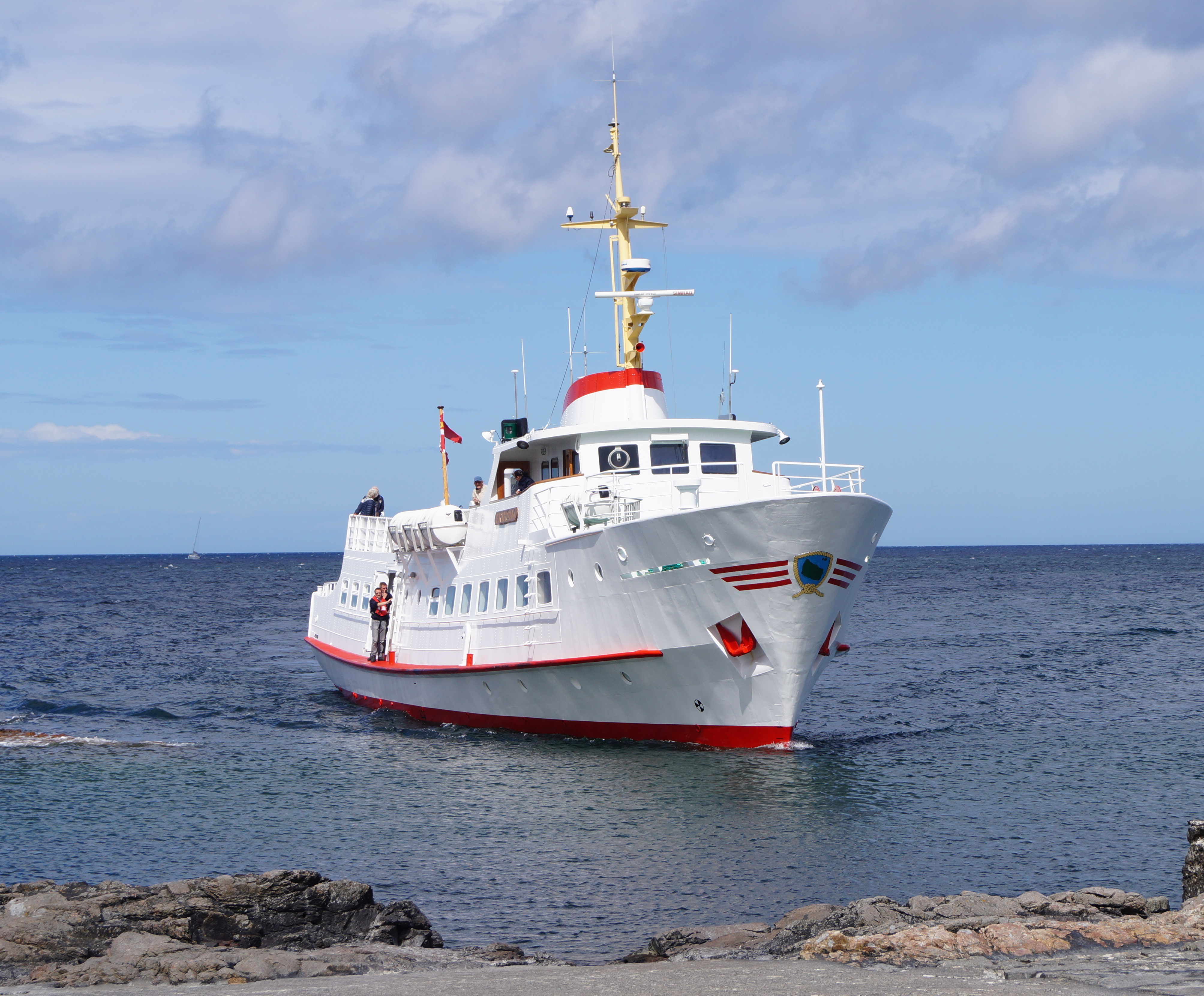
Die Ertholm vor der Hafeneinfahrt in Gudhjem

Die Ertholm wurde 1967 unter der Baunummer 1252 auf der Husumer Schiffswerft gebaut und am 26. April des Jahres an die Rederi Østlandet A/S in Svaneke abgeliefert. Diese setzte das Schiff zwischen den Bornholmer Häfen Gudhjem und Allinge und der nordöstlich von Bornholm liegenden Insel Christiansø ein, anfangs im Sommer teilweise auch für Fahrten zwischen Allinge und dem schwedischen Simrishamn.
Seit 2005 gehört das Schiff Christiansøfarten Aps in Gudhjem. Es wird weiterhin auf der Route zwischen Bornholm und Christiansø eingesetzt.

## Technische Daten
Das Schiff wurde ursprünglich von zwei Achtzylinder-Dieselmotoren des Herstellers MWM mit einer Leistung von jeweils 235 kW angetrieben. Diese wurden 1982 durch zwei Caterpillar-Motoren mit jeweils 240 kW Leistung ersetzt.